# Gruppe (Verband)

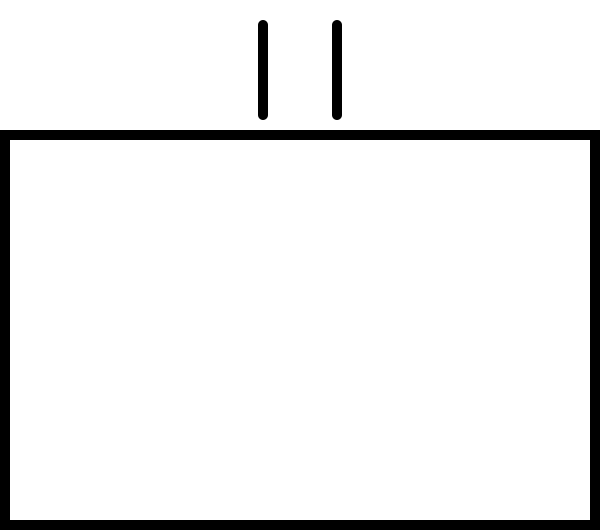
Taktisches Zeichen (Grundmuster)

Als Gruppe wird in deutschsprachigen Luftstreitkräften ein Truppenteil auf Verbandsebene bezeichnet.

## Einordnung und Führung

### Luftwaffe der Bundeswehr
Bei fliegenden Verbänden und Flugabwehrraketenverbänden der deutschen Luftwaffe ist die Gruppe ein dem Bataillon entsprechender Verband, der von einem Oberstleutnant geführt wird. Übergeordnet ist ein Geschwader unter der Führung eines Obersts, nachgeordnet sind Staffeln mit Chefs im Dienstgrad Major oder Oberstleutnant.

### Englischsprachige Streitkräfte

#### US-Streitkräfte
In der United States Air Force und im United States Marine Corps wird der übergeordnete Verband mehrerer Staffeln (Squadrons) als Group bezeichnet. Mehrere Groups bilden einen Wing. Eine Group wird üblicherweise von einem Offizier im Rang eines Colonel (OF-5) befehligt und entspricht somit eher einem Regiment.

#### Britische Luftstreitkräfte
In der Royal Air Force wird der übergeordnete Verband mehrerer Staffeln (Squadrons) als Wing bezeichnet und mehrere Wings sowie ihre zugeordneten Basen bilden eine Group. Dieser abweichenden Nomenklatur entspricht auch die Rangordnung der Dienstgrade: ein Group Captain (OF-5) rangiert über einem Wing Commander (OF-4).
Der britischen Nomenklatur folgen auch die meisten englischsprachigen Commonwealth-Staaten. Eine nennenswerte Ausnahme ist die Royal Canadian Air Force (seit 1975), die sich eher am amerikanischen Muster (Wing entspricht „Geschwader“) orientiert.

## Geschichtliches
Eine Gruppe in der Luftwaffe der Wehrmacht bestand anfänglich aus 30 Flugzeugen, die auf drei Staffeln zu je neun Flugzeugen und einer Stabskette mit drei Flugzeugen aufgeteilt waren. In der I. Gruppe waren die 1. bis 3. Staffel, in der II. Gruppe die 4. bis 6. Staffel, in der III. Gruppe die 7. bis 9. Staffel organisiert. Während des Krieges fand oftmals eine Erweiterung auf vier Staffeln statt, wobei jede Staffel bis zu 16 Flugzeugen umfassen konnte. Der Sollbestand einer Gruppe konnte dann zwischen 30 und 67 Maschinen variieren. Einzelnen Gruppen, vor allem bei den in der Regel unabhängig operierenden Aufklärerverbänden, konnten bis zu sechs Staffeln zugeordnet sein. Der Gruppe übergeordnet war das Geschwader, bestehend aus drei bis vier Gruppen, wobei die vierte Gruppe als Ergänzungsgruppe der Frontausbildung diente. Im Kriegsverlauf wurde die IV. Gruppen jedoch zunehmend für den „normalen“ Kampfeinsatz herangezogen. Geführt wurde die Gruppe von einem Gruppenkommandeur.